# Beauty Has Grace
Beauty Has Grace es el décimo álbum de estudio de la cantante cristiana Jaci Velasquez. Se refleja una nueva etapa de la cantante, con ritmos más del rock alternativo. El disco sufrió muchos cambios antes de salir al mercado. El nombre del disco iba a ser "kensaltown", por ser este el nombre de la ciudad y estudio donde grabó el álbum, pero por motivos comerciales, este, terminó llamándose "Beauty has Grace", frase que forma parte de la letra de la canción "This love" (incluida en el CD). Otro cambio importante fue la exclusión de temas como "Hold On This Moment" y "Out Of Place" e incorporación de "Reason To Believe".
Las críticas para el álbum fueron favorables, llamando al cambio musical de Jaci Velasquez, el más audaz e inteligente de la música cristiana de los últimos tiempos.

## Lista de canciones
1. I'm Not Looking Down
2. With All My Soul
3. Prayer To Love
4. Lay It Down
5. Something Beautiful
6. Tonight
7. When You Hold Me
8. Reason To Believe
9. Supernatural
10. This Love
11. Love Will Find You (Bonus)

## Sencillos
1. Lay It Down
2. Something Beautiful
3. With All My Soul
4. Prayer To Love